# Protokół genewski (1925)
Protokół genewski – układ międzynarodowy z 1925 roku o zakazie używania na wojnie gazów duszących, trujących lub podobnych oraz wszelkich cieczy, materiałów lub analogicznych sposobów a także środków bakteriologicznych. Jest to główne międzynarodowe porozumienie zabraniające prowadzenia wojny chemicznej i bakteriologicznej. Rozwija zakaz używania trucizn lub broni zatrutej zawarty w Regulaminie wojny lądowej z 1899 i 1907 (zakaz używania gazów bojowych i podobnych substancji zawiera też Traktat waszyngtoński z 6 lutego 1922). Państwa uczestniczące w podpisaniu protokołu genewskiego potwierdziły, że nie użyją broni chemicznej i zgadzają się rozszerzyć ten zakaz na bakteriologiczne środki prowadzenia wojny.
Układ został podpisany 17 czerwca 1925 przez 44 państwa, w tym Polskę, która ratyfikowała go 4 lutego 1929. Nabrał mocy 8 lutego 1928, z chwilą złożenia drugiej ratyfikacji. Zarejestrowany zgodnie z wymogami art. 18 Traktatu Wersalskiego w Sekretariacie Ligi Narodów 7 września 1929. Część państw-sygnatariuszy ratyfikowała go znacznie później, np. USA w roku 1975, ponadto część uzupełniła go zastrzeżeniami, np. respektowania tylko wtedy, gdy respektować go będzie przeciwnik. W roku 2020 jego stronami są 142 państwa.
Protokół nie ma ograniczenia czasowego. Państwa ratyfikujące Protokół zobowiązały się dołożyć starań, aby pobudzić kraje trzecie do dołączenia do Protokołu. Tekstami autentycznymi są francuski i angielski, depozytariuszem rząd Francji.
Na Protokół powołuje się w preambule Konwencja o broni biologicznej z 1972 oraz Konwencja o zakazie broni chemicznej z 1993, wprowadzające zakaz badania, produkowania, składowania czy nabywania takich broni.